# 宮治昭
宮治 昭（みやじ あきら、1945年2月7日 - ）は、日本の仏教美術史学者、名古屋大学名誉教授。専門は仏教美術史。

## 来歴
静岡県沼津市生まれ。1968年名古屋大学文学部美学美術史卒業。72年同大学院博士課程印度哲学中退。1969年よりインド、パキスタン、アフガニスタン、中国の仏教美術の調査を行う。
1991年に「涅槃と弥勒の図像学 インドから中央アジアへ」で名古屋大学より文学博士の学位を取得。名大文学部助手、弘前大学助教授、名古屋大学文学部助教授、教授、2007年定年退任、名誉教授、静岡県立美術館館長、2013年退職し、龍谷大学教授、龍谷ミュージアム館長。
国華特別賞（第4回）、中日文化賞、2012年に中村元東方学術賞（第22回）を受賞。

## 著書
- 『インド美術史』吉川弘文館 1981、新装版2009（歴史文化セレクション）
- 『日本の古寺美術 別巻　正倉院』保育社 1986
- 『ガンダーラ仏の不思議』講談社選書メチエ 1996
- 『仏教美術のイコノロジー インドから日本まで』吉川弘文館 1999
- 『バーミヤーン、遥かなり　失われた仏教美術の世界』日本放送出版協会〈NHKブックス〉 2002
- 『仏像学入門 ほとけたちのルーツを探る』春秋社 2004、増補版2013
- 『インド仏教美術史論』中央公論美術出版 2010
- 『仏像を読み解く　シルクロードの仏教美術』春秋社 2016

### 共編著
- 『世界の博物館 19　シルクロード博物館 壮大なる東西文明交流のるつぼ』モタメディ遥子共編 講談社 1979
- 『世界の聖域 7　アジャンター窟院』柳宗玄共著 講談社 1981
- 『日本の古寺美術 12　東寺』山田耕二共著 保育社 1988
- 『世界美術大全集 東洋編 第13・14巻　インド』肥塚隆と責任編集、小学館 1999‐2000
- 『シルクロード キジル大紀行 NHKスペシャル』NHK「キジル」プロジェクト共編・岡本央写真、日本放送出版協会 2000
- 『アジア仏教美術論集 中央アジアⅠ ガンダーラ～東西トルキスタン』責任編集、中央公論美術出版 2017
- 『アジア仏教美術論集 南アジアⅠ マウリヤ朝～グプタ朝』福山泰子と責任編集、中央公論美術出版 2020
- 『アジア仏教美術論集 東アジアⅦ アジアの中の日本』肥田路美・板倉聖哲と責任編集、中央公論美術出版 2023

### 翻訳
- ミルチャ・エリアーデ 『エリアーデ著作集 第6巻 悪魔と両性具有』せりか書房 1973、新装版1985
- ヴィディヤ・デヘージア『岩波世界の美術 インド美術』平岡三保子共訳 岩波書店 2002

### 記念論文集
- 『汎アジアの仏教美術』宮治昭先生献呈論文集編集委員会編 中央公論美術出版 2007